# 国家運輸安全調査委員会
国家運輸安全調査委員会（こっかうんゆあんぜんちょうさいいんかい 中国語: 國家運輸安全調查委員會, 英語: Taiwan Transportation Safety Board、英略称：TTSB）は行政院直属の部会の1つで、中華民国政府が実効支配している地域などで発生した航空事故や船舶事故、鉄道事故などの原因調査を行い事故の再発を防止するための行政組織である。
日本の国土交通省のかつての航空鉄道事故調査委員会（現在は海難事故も含めたJTSB：運輸安全委員会に改組）や、NTSB（アメリカ国家運輸安全委員会）に相当する組織である。
2019年8月より、陸上交通を含むすべての交通機関の事故調査を司るべく『飛航安全調査委員会（繁体字中国語: 飛航安全調查委員會、Aviation Safety Council、英略称：ASC』から改組された。

## 沿革
- 1998年5月25日、行政院が3月23日に発布した「航空機飛航安全委員会組織規程」により、航空事故を専門とする飛航安全調査委員会（ひこうあんぜんちょうさいいんかい、略称：飛安会、英語: Aviation Safety Council、英略称：ASC）が発足した。2002年まで台湾の航空行政を司る中華民国交通部に属していたが、2004年6月2日に「飛航事故調査法」が交付されたのちは、独立した調査機関となった。

- 2016年、行政院が将来の「国家運輸安全調査委員会」への改組と関連法案改正を閣議決定[1]。
- 2017年1月3日、飛航安全調査委員会が『国家運輸安全調査委員会組織法』や『運輸事故調査法』などの現行法案を統合させた新法案を行政院に提出。
- 2018年10月21日に発生した宜蘭線普悠瑪号脱線事故を受けて、当時の行政院長頼清徳が立法院での審議前倒しを指示[2][3][4]、同年11月15日に行政院院会で「死傷者15人以上の道路および鉄道での事故、死傷者1人以上の水上および航空事故、インシデント」を対象に即時調査の権限を与える内容を盛り込んだ改組法案を閣議決定[5][6]。
- 2019年4月2日、立法院の三読審議で修正法案が通過。同年末を目標に「国家運輸安全調査委員会」（略称：運安会）を設立することが正式決定された[7]。
  - 主席委員1人、副主席1人、専任委員3人、兼任委員4-6人で構成される委員9-11人、
  - 正、副主委と専任委員は行政院長が任命し、他の委員は行政院長が他の学者、有識者を招聘する。
  - 任期は4年で再選もある。
- 同年8月1日、運安会が発足[8]。